# Bangladeschische Cricket-Nationalmannschaft in den Vereinigten Staaten in der Saison 2024
Die Tour der pakistanischen Cricket-Nationalmannschaft in die Vereinigten Staaten in der Saison 2024 fand vom 21. bis zum 25. Mai 2024 statt. Die internationale Cricket-Tour war Bestandteil der Internationalen Cricket-Saison 2024 und umfasste drei Twenty20s. Die Vereinigten Staaten gewannen die Serie mit 2−1.

## Vorgeschichte
Für beide Mannschaften war es die erste Tour der Saison. Die Tour fand in direkter Vorbereitung für die ICC Men’s T20 World Cup 2024 statt. Es war das erste Aufeinandertreffen der beiden Mannschaften bei einer Tour.

## Stadion
Das folgende Stadion wurde für die Tour als Austragungsorte vorgesehen.
| Stadion                      | Stadt        | Kapazität | Spiele      |
| ---------------------------- | ------------ | --------- | ----------- |
| Prairie View Cricket Complex | Prairie View | 10.000    | 1. – 3. T20 |

## Kaderlisten
Bangladesch benannte seinen Kader am 14. Mai 2024.
| Twenty20 | Twenty20 |
| Vereinigte Staaten | Bangladesch |
| --- | --- |
| - Monank Patel (K, wk) - Aaron Jones (K) - Corey Anderson - Andries Gous (wk) - Shayan Jahangir (wk) - Nosthush Kenjige - Ali Khan - Milind Kumar - Nitish Kumar - Saurabh Netravalkar - Nisarg Patel - Shadley van Schalkwyk - Harmeet Singh - Jessy Singh - Steven Taylor | - Najmul Hossain Shanto (K) - Taskin Ahmed (VK) - Jaker Ali (wk) - Litton Das (wk) - Mahedi Hasan - Tanzid Hasan - Afif Hossain - Rishad Hossain - Towhid Hridoy - Tanvir Islam - Hasan Mahmud - Mahmudullah - Mustafizur Rahman - Tanzim Hasan Sakib - Soumya Sarkar - Shakib Al Hasan - Shoriful Islam |

## Twenty20 Internationals

### Erstes Twenty20 in Prairie View
| 21. Mai Scorecard | Prairie View | Bangladesch 153-6 (20)                   | – | Vereinigte Staaten 156-5 (19.3) |
|                   |              | Vereinigte Staaten gewinnt mit 5 Wickets |   |                                 |

Die Vereinigten Staaten gewannen den Münzwurf und entschieden sich als Feldmannschaft zu beginnen. Für Bangladesch bildeten die Eröffnungs-Batter Litton Das und Soumya Sarkar eine Partnerschaft. Das erreichte 14 Runs und kurz darauf schied Sarkar nach 20 Runs aus. In der Folge formten Towhid Hridoy und Mahmudullah eine Partnerschaft. Mahmudullah verlor sein Wicket nach 31 Runs, während Hridoy bis zum Verlust des Wickets mit dem letzten Ball ein Fifty über 58 Run erzielte. Bester Bowler der Vereinigten Staaten war Steven Taylor mit 2 Wickets für 9 Runs. Für die Vereinigten Staaten begannen die Eröffnungs-Batter Steven Taylor und Monank Patel eine Partnerschaft. Patel erreichte 12 Runs und der ihn ersetzende Andries Gous 23 Runs. Taylor schied daraufhin nach 28 Runs aus, bevor Nitish Kumar und Corey Anderson aufs Feld kamen. Kumar konnte 10 Runs erzielen, bevor Anderson und Harmeet Singh die Vorgabe im letzten Over einholen konnten. Anderson erzielte dabei 34* und Singh 33* Runs. Bester bangladeschischer Bowler war Mustafizur Rahman mit 2 Wickets für 41 Runs. Als Spieler des Spiels wurde Harmeet Singh ausgezeichnet.

### Zweites Twenty20 in Prairie View
| 23. Mai Scorecard | Prairie View | Vereinigte Staaten 144-6 (20)         | – | Bangladesch 138 (19.3) |
|                   |              | Vereinigte Staaten gewinnt mit 6 Runs |   |                        |

Bangladesch gewann den Münzwurf und entschied sich als Feldmannschaft zu beginnen. Für die Vereinigten Staaten bildeten die Eröffnungs-Batter Steven Taylor und  Monank Patel eine Partnerschaft. Taylor erreichte 31 Runs, woraufhin Aaron Jones aufs Feld kam, der 35 Runs erzielte. Ihm folgte Corey Anderson der 11 Runs erreichte, bevor auch Patel nach 42 Runs sein Wicket verlor und das Innings mit einer Vorgabe von 145 Runs für Bangladesch endete. Beste bangladeschischer Bowler mit jeweils zwei Wickets waren Rishad Hossain (für 21 Runs), Shoriful Islam (für 29 Runs) und Mustafizur Rahman (für 31 Runs). Für Bangladesch formte der Eröffnungs-Batter Tanzid Hasan und der dritte Schlagmann Najmul Hossain Shanto eine Partnerschaft. Hasan gelangen 19 Runs, bevor er durch Towhid Hridoy ersetzt wurde. Shanto erreichte 36 Runs, woraufhin Shakib Al Hasan aufs Feld kam. Hridoy schied nach 25 Runs aus und Al Hasan verlor sein Wicket nach 30 Runs. Den verbliebenen Battern gelang es darauf nicht die Vorgabe einzuholen. Bester Bowler der Vereinigten Staaten war Ali Khan mit 3 Wickets für 25 Runs der dafür als Spieler des Spiels ausgezeichnet wurde.

### Drittes Twenty20 in Prairie View
| 25. Mai Scorecard | Prairie View | Vereinigte Staaten 104-9 (20)      | – | Bangladesch 108-0 (11.4) |
|                   |              | Bangladesch gewinnt mit 10 Wickets |   |                          |

Bangladesch gewann den Münzwurf und entschieden sich als Feldmannschaft zu beginnen. Für die Vereinigten Staaten bildeten die Eröffnungs-Batter Shayan Jahangir und Andries Gous eine Partnerschaft. Gous erreichte 27 Runs und kurz darauf schied auch Jahangir nach 18 Runs aus. Eine weitere Partnerschaft entstand in der Folge zwischen Corey Anderson und Shadley van Schalkwyk. Van Schalkwyk gelangen 12 Runs und Anderson verlor sein Wicket nach 18 Runs, so dass das Inning mit einer Vorgabe von 105 Runs endete. Bester bangladeschischer Bowler war Mustafizur Rahman mit 6 Wickets für 10 Runs. Für Bangladesch konnten dann die Eröffnungs-Batter Tanzid Hasan und Soumya Sarkar die Vorgabe im 12. Over einholen. Hasan erzielte dabei ein Fifty über 58 Runs und Sarkar 43 Runs. Als Spieler des Spiels wurde Mustafizur Rahman ausgezeichnet.

## Auszeichnungen

### Player of the Series
Als Player of the Series wurden der folgende Spieler ausgezeichnet.
| Serie   | Player of the Series |
| ------- | -------------------- |
| Tweny20 | Mustafizur Rahman    |

### Player of the Match
Als Player of the Match wurden die folgenden Spieler ausgezeichnet.
| Spiel       | Player of the Match |
| ----------- | ------------------- |
| 1. Twenty20 | Harmeet Singh       |
| 2. Twenty20 | Ali Khan            |
| 3. Twenty20 | Mustafizur Rahman   |